# Campeonato Sul-Americano de Rugby de 1975
O Campeonato Sul-Americano de Rugby de 1975 foi a IX edição deste torneio.

O torneio foi realizado em Assunção (Paraguai) e participaram as equipas de Argentina, Brasil, Chile, Paraguai e Uruguai.
O sucesso foi da Seleção Argentina.

## Jogos
| 20 de Setembro de 1975 |        |       |          |
| Brasil                 | 0 – 31 | Chile | Assunção |
|                        |        |       | Assunção |

| 21 de Setembro de 1975 |         |         |          |
| Argentina              | 30 – 15 | Uruguai | Assunção |
|                        |         |         | Assunção |

| 21 de Setembro de 1975 |        |        |          |
| Paraguai               | 6 – 19 | Brasil | Assunção |
|                        |        |        | Assunção |

| 23 de Setembro de 1975 |        |       |          |
| Paraguai               | 3 – 44 | Chile | Assunção |
|                        |        |       | Assunção |

| 23 de Setembro de 1975 |        |         |          |
| Brasil                 | 7 – 38 | Uruguai | Assunção |
|                        |        |         | Assunção |

| 25 de Setembro de 1975 |        |         |          |
| Chile                  | 15 – 7 | Uruguai | Assunção |
|                        |        |         | Assunção |

| 25 de Setembro de 1975 |        |           |          |
| Paraguai               | 0 – 93 | Argentina | Assunção |
|                        |        |           | Assunção |

| 27 de Setembro de 1975 |        |        |          |
| Argentina              | 64 – 6 | Brasil | Assunção |
|                        |        |        | Assunção |

| 28 de Setembro de 1975 |        |       |          |
| Argentina              | 45 – 3 | Chile | Assunção |
|                        |        |       | Assunção |

| 28 de Setembro de 1975 |         |         |          |
| Paraguai               | 18 – 38 | Uruguai | Assunção |
|                        |         |         | Assunção |

### Classificação
| Seleção   | Vitórias | Empates | Derrotas | Pontos a favor | Pontos contra | Pontos +/- | Pontos |
| --------- | -------- | ------- | -------- | -------------- | ------------- | ---------- | ------ |
| Argentina | 4        | 0       | 0        | 232            | 24            | +208       | 8      |
| Chile     | 3        | 0       | 1        | 93             | 55            | +38        | 6      |
| Uruguai   | 2        | 0       | 2        | 98             | 70            | +28        | 4      |
| Brasil    | 1        | 0       | 3        | 32             | 139           | -107       | 2      |
| Paraguai  | 0        | 0       | 4        | 27             | 194           | -167       | 0      |

Pontuação: Vitória = 2, Empate = 1, Derrota = 0 

## Campeão
| Campeonato Sul-Americano de Rugby 1975 |
| -------------------------------------- |
| ARGENTINA Campeã (9º título)           |